# Giovanni Cascio
Giovanni Cascio (Tunisi, 26 novembre 1922 – ...) è stato un calciatore italiano, di ruolo difensore.

## Carriera
Dopo gli esordi con il Benevento in Serie C, debutta in Serie B nella stagione 1947-1948 con il Siracusa, disputando tre campionati cadetti e totalizzando 82 presenze e 2 reti.